# 285-й танковый полк
285-й танковый Уманско-Варшавский Краснознамённый ордена Кутузова полк (285-й тп) — воинская часть Сухопутных войск ВС СССР и Вооружённых сил Узбекистана (22-я мсбр).

## История

### Полк в годы Великой Отечественной войны
Свою историю полк ведёт от 1892-го самоходно-артиллерийского Уманско-Варшавского Краснознамённого ордена Кутузова полка (1892-й сап).
1892-й сап был сформирован в июле 1943 года в Московском военном округе. На вооружении полка имелась 21 единица самоходных артиллерийских установок СУ-76М. В ходе войны 1892-й сап придавался в огневой резерв различным объединениям и действовал на разных фронтах.
Подчинение полка на разных этапах войны:
1. с сентября по октябрь 1943 года в составе 2-й гвардейской армии Южного фронта,
2. с ноября по декабрь 1943 года в составе 4-го Украинского фронта,
3. в январе 1944 года в составе Харьковского военного округа,
4. с февраля по май 1944 года в составе 27-й армии 1-го Украинского фронта а после и 2-го Украинского фронта,
5. в июне 1944 года переводится в РВГК,
6. с июля 1944 года и по май 1945 года (до окончания войны) 1892-й сап находился в подчинении 47-й Армии 1-го Белорусского фронта.

В составе действующей армии 1892-й сап находился в следующие периоды:
1. 25 августа 1943 года — 3 декабря 1943 года
2. 26 января 1944 года — 11 мая 1944 года
3. 19 июня 1944 года — 9 мая 1945 года

#### Участие в военных операциях
1892-й сап участвовал в следующих военных операциях:
- Донбасская операция
- Мелитопольская операция
- Корсунь-Шевченковская операция
- Уманско-Ботошанская операция
- Люблин-Брестская операция
- Варшавско-Познанская наступательная операция
- Восточно-Померанская операция
- Берлинская наступательная операция

На заключительном этапе войны 1892-й сап был придан в резерв 125-го стрелкового корпуса (125-й ск) 47-й Армии.

20 апреля 1945 года резерв корпусной артиллерии 125-го ск в виде 1892-го сап вместе с 334-м гвардейским тяжёлым самоходно-артиллерийским полком (334-й гв. тсап), во взаимодействии со 175-й и 76-й стрелковой дивизией взяли с боями г.Бернау.

24 апреля 125-й ск перерезал последнее железнодорожное сообщение между Берлином и Ратенов.

К концу 8 мая 1945 года на восточном берегу Эльбы северо-восточнее города Магдебург соединения 125-й ск провели последний бой по уничтожению остатков противника.

#### Награды и почётные наименования
- За освобождение г. Умань 19 марта 1944 года 1892-й сап удостоен почётного наименования «Уманский».
- Указом Президиума Верховного Совета СССР от 31 октября 1944 года 1892-й сап проявивший отличие при взятии укрепрайона Прага в Варшаве, был удостоен Ордена Красного Знамени.
- За освобождение города Варшава 19 февраля 1945 года 1892-му самоходно-артиллерийскому Уманскому полку добавлено почётное наименование «Варшавский».
- Указом Президиума Верховного Совета СССР от 11 июня 1945 года за успешное выполнение поставленных боевых задач при Штурме Берлина 1892-й самоходно-артиллерийский Уманьско-Варшавский Краснознамённый полк, был награждён Орденом Кутузова 3-й степени[1]

### Послевоенная история
47-я общевойсковая армия после завершения боёв дислоцировалась в Германии (штаб — в г. Галле).

С окончанием войны самоходно-артиллерийские полки корпусной артиллерии были включены в состав стрелковых дивизий. 1892-й сап 47-й Армии был включён в состав 60-й стрелковой Севско-Варшавской Краснознамённой ордена Суворова дивизии.

К 1946 году 47-я ОА имела в своём составе 77-й стрелковый Сохачевский орденов Суворова и Кутузова корпус (в составе — 60-й, 185-й, 328-й стрелковых дивизий) и 12-й гвардейский стрелковый Краснознамённый корпус (в составе 23-й гв.сд и 22-й гв.мд (бывшая 52-я сд).
Управление армии, все корпуса и дивизии кроме 60-й стрелковой Севско-Варшавской Краснознамённой ордена Суворова дивизии и 185-й стрелковой Панкратовско-Пражской ордена Суворова дивизии были расформированы после вывода её в Московский военный округ 5 февраля 1946 года.
60-я сд была передислоцирована в г. Дзержинск Горьковской области МВО и включена в состав 13-го гвардейского армейского корпуса.
В послевоенное время в ВС СССР проводится реорганизация бронетанковых войск. Происходил переход от бригадной структуры формирования войск, введённого во второй половине 1941 года, к довоенной структуре бронетанковых войск на основе дивизий.
В этой связи 60-я сд после перевооружения была переформирована в 1957 году в 43-ю танковую дивизию.
Также происходит смена нумерации полков — 1892-й самоходно-артиллерийский полк переформировывается в 285-й танковый полк с сохранением всех почётных наименований и наград. Полк получает полное наименование 285-й танковый Уманско-Варшавский Краснознамённый ордена Кутузова полк (войсковая часть 77755). Кроме 285-го тп в 43-й тд были сформированы 272-й танковый полк (в/ч 21084) и 14-й гвардейский танковый полк.
В 1965 году 43-й танковой дивизии вернули прежний номер. Полное наименование дивизии стало: 60-я танковая Севско-Варшавская Краснознамённая ордена Суворова дивизия.

### 285-й полк вАфганской войне

#### Ввод полка в Афганистан
Со 2 января 1980 года в соответствии с директивой Генерального штаба ВС СССР 285-й тп, в месте постоянной дислокации (г. Дзержинск Горьковской области), был переведён на новые штаты, доукомплектован до полного состава за счёт частей МВО и 9-ю железнодорожными эшелонами переброшен в район города Термез УзССР.

В середине января 1980 года в городе Термезе штат полка доукомплектовали зенитной ракетно-артиллерийской батареей из ПрибВО, ротой химической защиты из ПриВО и в полном составе передали в подчинение 201-й мотострелковой дивизии КТуркВО.

До ввода войск в ДРА в составе 201-й мсд, дислоцировавшейся в Таджикской ССР, не было танкового полка, так как она являлась кадрированной дивизией с устаревшим вооружением. За весь послевоенный период 201-я мсд впервые разворачивалась до штата военного времени. От 58-й Рославльской мотострелковой дивизии, дислоцированной на территории Туркменской ССР, ей был передан 234-й Пермышльско-Берлинский Краснознамённый ордена Суворова танковый полк (234-й тп или войсковая часть 75115).
Таким образом к началу ввода войск в подчинении 201-й мсд было одновременно два танковых полка (234-й тп и 285-й тп).
После ввода войск, 28 января 1980 года 234-й тп был переподчинён 108-й мотострелковой дивизии и передислоцирован в город Кабул с получением нового условного наименования (войсковая часть 71177). 108-я Невельская мотострелковая дивизия в декабре 1979 года вводилась в ДРА без штатного танкового полка. 281-й танковый полк (войсковая часть 44077) 108-й мсд, который был сформирован в 1947 году на базе 845-го отдельного артиллерийского самоходного дивизиона (845-й осадн той же 108-й мсд), остался на территории СССР, по причине того что имел устаревшее вооружение (Т-34, Т-44, БТР-152).

С 15 января по 14 февраля 1980 года — 285-й тп размещается в полевом лагере в районе высоты Красная могила, между городом Термез и Кокайты, где было проведено боевое слаживание.
14 февраля 285-й тп в составе 201-й мсд совершил марш по маршруту Хайратон-Пули-Хумри-Кундуз, сосредоточился на северной окраине города Кундуз разместившись в полевом лагере.
После ввода 285-й тп получил новое условное наименование (войсковая часть 86997).

#### Состав 285-го полка
Состав 285-го тп на лето 1980 года:
- Управление полка
  - Комендантский взвод
  - взвод управления начальника артиллерии
- 1-й танковый батальон
- 2-й танковый батальон
- 3-й танковый батальон
- артиллерийский дивизион (на 122 мм гаубицах М-30)
- зенитно-ракетная артиллерийская батарея
- разведывательная рота
- рота связи
- инженерно-сапёрная рота
- рота материального обеспечения
- ремонтная рота
- рота химической защиты
- полковой медицинский пункт

#### Боевая деятельность полка
Со вводом 285-го тп, его подразделения были рассредоточены по зоне ответственности 201-й мсд и 860-го отдельного мотострелкового полка (860-й омсп).

Подразделения полка приступили к обустройству военных городков, занятиям по боевой подготовке и постоянно привлекались к выполнению задач по охране маршрутов, важных объектов, сопровождению колон, участию в рейдах и операциях по ликвидации бандформирований.

1-й танковый батальон был отправлен на усиление 860-го омсп, находившегося в г. Файзабад провинции Бадахшан.

860-й омсп командованием 40-й Армии был назначен выполнять особую боевую задачу по сдерживанию противника на отдельном стратегическом направлении — частичном блокировании выхода из Ваханского коридора на остальную территорию ДРА. 1-й танковый батальон занимался боевой задачей по охране дороги Кишим-Файзабад, по которому шло снабжение 860-го омсп со стороны г. Кундуз тыловыми службами 201-й мсд. 3-я танковая рота была выставлена в сторожевое охранение аэродрома г. Файзабад.

При вводе войск — штатный танковый батальон и артиллерийский дивизион 860-й омсп не вводился в ДРА. Причиной была сложная горная дорога до г. Файзабад от г. Ишкашим Таджикской ССР, по которой вводился 860-й омсп. В середине 1981 года 1-й танковый батальон 285-го тп вошёл в состав 860-й омсп.

#### Переподчинение полка
К середине 1980 года Руководство ВС СССР решит вывести из ДРА воинские части и соединения, чьё присутствие было посчитано излишним.

В число выводимых соединений и воинских частей до 1 сентября 1980 года попадут:
- 2-я зенитная ракетная бригада
- 353-я гвардейская Могилёвская орденов Богдана Хмельницкого и Александра Невского артиллерийская бригада
- 234-й Пермышльско-Берлинский Краснознамённый ордена Суворова танковый полк
- 646-й отдельный ракетный дивизион 108-й мотострелковой дивизии
- 307-й отдельный ракетный дивизион 5-й гвардейской мотострелковой дивизии

Решением командования 40-й Армии, посчитавшим избыточность военной группировки на Кундузском направлении, в период с 30 декабря 1980 года по 5 января 1981 года, 285-й тп (без 1-го танкового батальона оставшегося на усилении 860-го омсп) был передислоцирован в г. Баграм провинции Парван, и переподчинён из состава 201-й мсд в состав 108-й мотострелковой дивизии. 

В составе 108-й мсд 285-й тп выполнял боевые задачи по сопровождению транспортных колонн и участвовал в рейдах и операциях по ликвидации бандформирований.

#### Переформирование 285-го танкового полка в 682-й мотострелковый полк
К началу 1984 года командование 40-й Армии осознало крайнюю необходимость постоянного военного присутствия в Панджшерском ущелье.

Данное 120-километровое ущелье являлось главной транспортной артерией для душманов, по которой они вьючными караванами получали помощь вооружением, боеприпасами, амуницией, людскими резервами, медикаментами и многим другим из Пакистана. Помимо этого ущелье, имея сложный горный рельеф, служило для душманов хорошей базой для сосредоточения и подготовки личного состава.
Проведённые к тому времени три Панджшерские операции показали что для частичного контроля Панджшерского ущелья необходима передислокация в него крупной воинской части. Но, так как сложная политическая обстановка на тот момент не позволяла советскому военному руководству ввести в ДРА дополнительный мотострелковый полк, Генштаб ВС СССР пошёл на следующий хитрый шаг. Было принято решение о формировании мотострелкового полка на базе имеющегося танкового полка.
В марте 1984 года из ДРА в город Термез Узбекской ССР был на самолётах вывезен личный состав 3-го танкового батальона, дислоцированного в Баграме 285-го тп. Офицеры и солдаты 3-го тб войдут в состав прежнего танкового полка 108-й мсд — 281-го тп, который вместе с выведенным в 1980 году 234-м тп вошёл в состав 114-й мотострелковой дивизии.
В Термезе началось формирование 682-го мотострелкового полка (682-й мсп). В состав нового 682-го мсп вошли от 285-го тп управление полка, подразделения боевого и тылового обеспечения, артиллерийский дивизион и 2-й танковый батальон.
Основной боевой костяк вновь созданного 682-го мсп — составили три мотострелковых батальона 365-го гвардейского мотострелкового полка 4-й гвардейской мотострелковой дивизии, передислоцированной в Термез из Луганска Украинской ССР в 1980 году.

В порядке эксперимента полк сформировали со смешанным вооружением: 1-й и 2-й батальоны на БМП-2, 3-й мотострелковый батальон на БТР-70
Боевое знамя вновь сформированному полку оставили от 285-го тп.
Линейные батальоны были укомплектованы военнослужащими (150 офицеров и прапорщиков, 1500 солдат), не имевшими опыта боевых действий на территории Афганистана. Это в свою очередь станет одной из причин гибели 1-го мотострелкового батальона.
Ввод трёх мотострелковых батальонов и полное переформирование 682-го мсп закончилось в Баграме в бывшем военном городке 285-го тп 23 марта 1984 года. Так был сформирован 682-й Уманско-Варшавский Краснознамённый Ордена Кутузова мотострелковый полк.

#### Состав 682-го полка
Состав 682-го мсп на лето 1987 года:
- Управление полка
  - Комендантский взвод
  - взвод управления начальника артиллерии (вуна)
  - оркестр
- 1-й мотострелковый батальон (на БМП-2)
- 2-й мотострелковый батальон (на БМП-2)
- 3-й горнострелковый батальон (на БТР-70)
- танковый батальон (на Т-62)
- артиллерийский дивизион (на 2С1 и 122 мм гаубицах Д-30)
- зенитно-ракетный артиллерийский дивизион
- противотанковая батарея
- разведывательная рота
- рота связи
- инженерно-сапёрная рота
- рота материального обеспечения
- ремонтная рота
- огнемётный взвод
- полковой медицинский пункт

#### «Стояние в Рухе» — ситуация с 682-м мотострелковым полком
Передислокация в н. п. Руха произошла в ходе очередной Панджшерской операции к 26 апреля 1984 года. В итоге подобной военно-организационной рокировки количество полков в 40-й Армии осталось тем же, но личный состав увеличился, так как мотострелковый полк по численности личного состава более чем в два раза превышает танковый полк и может решать более широкий круг боевых задач. При этом в н.п. Анава Панджшерского ущелья, дислоцировался с мая 1982 года 2-й парашютно-десантный батальон (2-й пдб) и одна гаубичная батарея от 345-го отдельного парашютно-десантного полка (345-й опдп). 2-й пдб 345-го опдп занимал позиции на пол-дороге между Рухой и выходом из Панджшерского ущелья в Чарикарскую равнину, рассредоточившись по 20 сторожевым заставам.

Своим присутствием в Панджшере мотострелки и десантники значительно сковывали действия противника по снабжению своих формирований и переброске сил. Резко снизилось количество нападений на автоколонны, снабжавшие советские войска, в районе Чарикарской равнины и южной части перевала Саланг. 682-й мсп являлся своеобразным «громоотводом», стягивавшим на себя основной удар душманов. Противник не оставлял попыток выбить мотострелков из Рухи. Личному составу 682-го мсп со штатной численностью в 2200 человек изначально противостояла группировка Ахмад Шах Масуда, чья численность на момент ввода полка составляла 3500 бойцов.

В последующие годы численность бойцов Ахмад Шах Масуда стремительно росла и к 1989-му составила 13 000 бойцов.
На протяжении последующих неполных четырёх лет 682-й мсп оказался в очень тяжёлом тактическом положении. Полк дислоцировался на небольшом плато на месте заброшенного кишлака Руха, окружённого со всех сторон горами.

В логове «панджшерского льва»:

… Руха расположен на небольшом плато, окружённом горами. Фактически, полк жил в каменном мешке, и условия существования были суровые. Передвигаться, не рискуя жизнью, можно было только в окопах, разветвлённая сеть которых охватывала весь кишлак. Издали виднелся лишь покинутый кишлак, и никакого движения. Ежедневно с шести часов вечера по московскому времени, когда спадала жара, моджахеды напоминали о том, кто в доме хозяин. Поэтому жизнь в окопах для советских парней стала привычной. Несмотря на то что полк находился у врага как на ладони, завладеть кишлаком моджахеды никак не могли….
Для того, чтобы обезопасить себя от обстрела противника, практически 60 % подразделений полка были рассредоточены сторожевыми заставами и выносными постами в радиусе двух-трёх километров от штаба полка. Казармы для личного состава полка, а также все объекты полка (штаб, столовые, клуб, лазарет, мастерские, склады и так далее) будут представлять собой низкие укреплённые постройки наподобие землянок и блиндажей. В буквальном смысле слова — «полк был вкопан в землю». Фактически в тёмное время суток 682-й мсп каждый раз оказывался на осадном положении. Огневые контакты с противником на сторожевых постах происходили ежедневно. Также часто происходили обстрелы территории полка реактивными и миномётными снарядами. В сущности периметр военного городка полка являлся передовой линией обороны. Подобного неординарного прецедента в Истории ВС СССР, когда полк фактически оборонял собственный пункт дислокации в состоянии непрекращающегося соприкосновения с противником столь длительное время — не имеется.
Только за восемь месяцев 1984 года пребывания 682-го мсп в Панджшерском ущелье, безвозвратные потери полка составили 195 военнослужащих. Всего за время «Стояния в Рухе» безвозвратные потери составили 386 человек.
Следует отметить что 682-й мсп не был первой воинской частью, длительно находившейся в Рухе. В период с июня 1982 года по март 1983 года в Рухе дислоцировался «2-й Мусульманский батальон» (177-й отдельный отряд специального назначения (1-го формирования)) численностью в 500 человек с подразделениями огневой поддержки (гаубичная батарея Д-30, батарея РСЗО БМ-21, танковый взвод) приданными от 177-го мсп  108-й мсд. 177-й ооспн также вёл активные боевые действия с отрядами Ахмад Шах Масуда и за девять месяцев потерял убитыми 50 человек.
Для усиления полковой артиллерии 682-го мсп будут прикреплены: один огневой взвод 4-й пушечной артиллерийской батареи 2А36 «Гиацинт» (заменённый весной 1986 года огневым взводом 5-й пабатр) и один огневой взвод 6-й миномётной батареи тяжёлых миномётов М-240 из состава 1074-го артиллерийского полка 108-й мсд. Накал боёв летом 1986-го приведёт к трагедии у артиллеристов, поддерживавших огнём выносные посты 682-го мсп от атак противника. По свидетельству ветеранов 1074-го ап в конце июля и в середине августа произойдут два идентичных несчастных случая — самопроизвольный взрыв метательного заряда снарядов тяжёлых миномётов М-240 в процессе заряжания. В итоге 11 бойцов получат тяжёлые ранения (из них два бойца с потерями конечностей и два бойца лишатся зрения). Истинные причины трагедии ветеранами не раскрываются и засекречены до сих пор.
К началу 1988 года командование 40-й Армии, желая снизить потери в личном составе в свете подготовки к предстоящему выводу войск из Афганистана, примет решение о выводе 682-го мсп и 2-го пдб 345-го опдп из Панджшерского ущелья. Вывод полка произойдёт 26 мая 1988 года при поддержке 781-го отдельного разведывательного батальона 108-й мсд и фронтовой авиации с авиабазы в г. Баграм. Ахмад Шах Масуд отвергнет временное перемирие с советским командованием на момент вывода, поэтому полк выходил из ущелья с боями, потеряв при этом значительное количество автомобильной техники.

После вывода из Рухи штаб полка передислоцируется в г. Джабаль-Уссарадж, а боевые подразделения полка будут рассредоточены по сторожевым заставам вдоль трассы Кабул-Хайратон в зоне ответственности 108-й мсд.

### Инциденты, связанные с 682-м полком

#### Гибель 1-го батальона
30 апреля 1984 года в ущелье Хазара, в ходе крупномасштабной общевойсковой операции в Панджшерском ущелье, попал в засаду и понёс тяжелейшие потери 1-й мотострелковый батальон 682-го мсп.

#### Шутульская трагедия
16 октября 1986 года, по дороге из н. п. Гульбахор в Руху, группа 682-го мсп в составе неполных 2-х мотострелковых рот, отдельного огнемётного взвода и разведывательной роты, возвращавшихся с боевого задания, попала в засаду. В скоротечном бою погибло 3 человека и 10 было ранено, сожжено 5 БМП-2 и 6 грузовиков.

Вечером того же 16 октября 1986 года, другая группа из 1-го мотострелкового батальона 682-го мсп в ходе рейдовой операции достигла ледника в ущелье Шутуль, не пройдя и половины намеченного на день пути. В ожидании дальнейших приказов от командования, тактическая группа имевшая при себе только летнее обмундирование, вынуждена была заночевать в осенних условиях высокогорья. Температура воздуха ночью опустилась ниже нуля. Измотанные сложным переходом бойцы бесконтрольно ложились спать. В результате в ночь с 16 на 17 октября 17 человек умерло от переохлаждения и более 30 получило обморожения различной степени тяжести

### Вывод полка
Полк будет выведен в г. Термез 11 февраля 1989 года. После вывода 682-й мсп переформируют обратно в 285-й танковый полк с присвоением нового условного наименования (войсковая часть 44278).

### Потери полка в Афганистане
Безвозвратные потери 285-го тп составили:
- 1981 год — 6 человек,
- 1982 год — 21 человек,
- 1983 год — 18 человек.
- 1984 год — 4 человека.
  - Итого: 49 человек.

Безвозвратные потери 682-го мсп составили:
- 1984 год — 195 человек,
- 1985 год — 93 человека,
- 1986 год — 45 человек.
- 1987 год — 42 человека.
- 1988 год — 19 человек.
- 1989 год — 2 человека.
  - Итого: 396 человек

Общие безвозвратные потери (убитые, умершие от болезней и ран, скончавшиеся в результате несчастного случая) 285-го тп и 682-го мсп — 445 человек.

### Герои Советского Союза
- Гринчак Валерий Иванович. Сайт «Герои страны». Командир разведывательной роты 285-го тп (682-го мсп).
- Шахворостов Андрей Евгеньевич. Сайт «Герои страны». Заместитель командира мотострелковой роты 682-го мсп. Награждён посмертно.

### Полк вВС Узбекистана
В январе 1992 года воинские части и соединения на территории Республики Узбекистан перейдут под её юрисдикцию.

В декабре 1993 года Указом президента Республики Узбекистан, в связи с переходом войск на бригадное комплектование, 108-я мсд была расформирована, а её части и подразделения после переформирования, вошли в состав 1-го Армейского корпуса (1-й ак) со штабом в г. Самарканд.

В результате переформирования на базе 285-го тп была сформирована 22-я мотострелковая бригада (22-я мсбр или войсковая часть 44278) и после передислоцирована из г. Термез в г. Шерабад Сурхандарьинской области.
В 2000 году, в результате проводимой реформы в МО Республики Узбекистан, образован Юго-Западный особый военный округ со штабом в г. Карши. В его составе в настоящее время находятся формирования бывшей 108-й мсд.

## Командование полка
Список командиров 285-го тп и 682-го мсп в период Афганской войны:
- Паламарчук, Анатолий Васильевич — 1977—1981, командир 285-го тп;
- Литовченко, Игорь Иванович — 1981—1983, командир 285-го тп;
- Суман, Пётр Романович — 1983—1984, командир 285-го тп и командир вновь сформированного 682-го мсп;
- Чикал, Адам Васильевич — 1984—1984, командир 682-го мсп;
- Кошкин, Анатолий Сидорович — 1984—1985, командир 682-го мсп;
- Петров, Николай Валерьевич — 1985—1987, командир 682-го мсп;
- Гришин, Николай Николаевич — 1987—1988, командир 682-го мсп;
- Кривошеев, Валерий Васильевич — 1988—1989, командир 682-го мсп;
- Филоненко, Юрий Дмитриевич — 1989—1991, командир заново сформированного 285-го тп[7].